# Tatiana Kachírina
Tatiana Iúrievna Kachírina (em russo:  Татьяна Юрьевна Каширина, transliteração inglesa: Kashirina; Noguinsk, 24 de janeiro de 1991) é uma halterofilista da Rússia.
Tatiana Kachírina começou a praticar levantamento de peso aos 11 anos, sob a orientação de Vladimir Krasnov.
Em 2005, Tatiana Kachírina venceu o Campeonato Europeu para juvenis, na categoria até 58 kg. Em setembro de 2006, ela foi suspensa por dois anos das competições pela Federação Internacional de Halterofilismo devido à doping.
No Campeonato Europeu para juniores (até 20 anos) de 2008, estabeleceu recordes mundiais para juvenis (até 17 anos), no arranque (120 kg), no arremesso (150 kg) e no total combinado (270 kg), na categoria acima de 69 kg.
No Campeonato Europeu de 2009, em Bucareste, conquistou a medalha de ouro na categoria acima de 75 kg. No mesmo ano, no Campeonato Mundial em Goyang, conquistou a medalha de prata. Nesse torneio, estabeleceu recordes mundiais juniores no arranco (138 kg) e no total (303 kg).
Em 2010, no Campeonato Mundial em Antália, tornou-se campeã, estabelecendo recordes mundiais para adultos e juniores no arranco (145 kg) e recordes juniores no arremesso (170 kg) e no total (315 kg).
Em 2011, no Campeonato Europeu em Cazã, estabeleceu recordes mundiais no arranco (146 kg) e no total dos exercícios (327 kg).
Em novembro de 2011, conquistou a medalha de prata no Campeonato Mundial em Paris, na categoria acima de 75 kg. Nessa competição, novamente superou o recorde mundial no arranco, levantando 147 kg.
Em dezembro de 2011, venceu a Copa do Presidente da Rússia (em Belgorod) na categoria acima de 75 kg, melhorando o recorde mundial no arranco para 148 kg.
Em 2012, nos Jogos Olímpicos de Londres, fez três tentativas bem-sucedidas no arranque. Começou com 144 kg, depois estabeleceu dois recordes mundiais no arranque: 149 kg e, logo em seguida, 151 kg, tornando-se a primeira mulher a superar os 150 kg no arranque. Ela estava em primeiro lugar na prova, 3 kg à frente da chinesa Zhou Lulu, que conseguiu apenas 146 kg. No arremesso, Tatiana levantou 175 kg na primeira tentativa, somando 326 kg, enquanto Zhou Lulu ficou à frente, erguendo 181 kg e somando 327 kg. Na segunda tentativa, Tatiana Kachírina ergueu 181 kg, somando 332 kg, estabelecendo um novo recorde mundial no total. Porém, Zhou Lulu recuperou a primeira posição ao erguer 187 kg, somando 333 kg e aumentando o recorde mundial. Tatiana ainda tentou levantar 187 kg, mas falhou, e Zhou Lulu também falhou ao tentar 190 kg. No final, Zhou Lulu ficou com o ouro e Tatiana com a prata.
Em 2013, Tatiana ganhou a medalha de ouro na Universíada em Cazã e, no Campeonato Mundial em Breslávia, conseguiu "revanche" contra Zhou Lulu, da qual havia perdido nas Olimpíadas. Embora tenha conseguido erguer apenas 142 kg no arranque, falhando em suas duas últimas tentativas de 147 kg, ficou com a prata, atrás de Zhou Lulu, que terminou com 146 kg. No arremesso, entretanto, Zhou Lulu levantou 182 kg, somando 328 kg, mas Tatiana Kachírina estabeleceu um novo recorde mundial no arremesso (190 kg) e conquistou a medalha de ouro com um total de 332 kg.
Na Copa do Presidente, realizada em Moscou, em 22 de novembro de 2013, ficou em primeiro lugar, estabelecendo o recorde mundial no total dos exercícios – 334 kg (148 kg no arranco e 186 kg no arremesso).
Em novembro de 2014, no Campeonato Mundial em Almati, tornou-se campeã, estabelecendo cinco recordes mundiais, elevando seus resultados no arranco para 155 kg, no arremesso para 193 kg e no total para 348 kg.
Em novembro de 2015, no Campeonato Mundial em Houston, conquistou novamente o ouro, vencendo com um total de 333 kg (148 kg no arranco e 185 kg no arremesso), categoria acima de 75 kg.
Ela não competiu nos Jogos Olímpicos do Rio de Janeiro, nos quais era considerada uma das favoritas, devido à suspensão da delegação russa de levantamento de peso, em decorrência de violações de doping, uma decisão tomada pela Federação Internacional de Halterofilismo uma semana antes do início dos Jogos. A medida foi resultado de investigações sobre doping envolvendo atletas russos, incluindo casos de reanálise de amostras dos Jogos Olímpicos de Pequim 2008 e Londres 2012.
Em novembro de 2018, no Campeonato Mundial em Asgabate, competindo na nova categoria acima de 87 kg, conquistou a medalha de ouro, totalizando 330 kg. Nessa competição, em duas das modalidades, ganhou medalhas de ouro separadas (145 kg no arranco e 185 kg no arremesso) e estabeleceu três novos recordes mundiais.
Em abril de 2019, no Campeonato Europeu em Batumi, tornou-se oito vezes campeã europeia, estabelecendo dois recordes mundiais no arranque (146 kg) e no total (331 kg).
Em setembro do mesmo ano, no Campeonato Mundial em Pattaya, ela somou 318 kg no total dos exercícios e conquistou a medalha de prata, ficando atrás da chinesa Li Wenwen, que quebrou os recordes mundiais no arremesso (186 kg) e no total (332 kg).
Em dezembro de 2020, Tatiana Kachírina foi temporariamente suspensa de competições internacionais por suposta violação das regras antidoping. Durante uma investigação, a Agência Mundial Antidoping (WADA) obteve os resultados dos testes antidoping de atletas russos, realizados entre 2012 e 2015, os quais foram coletados pelo Laboratório de Moscou. Com isso, ela perdeu a chance de participar dos Jogos Olímpicos, realizados em 2021, sob bandeira neutra, uma vez que a Rússia estava suspensa de grandes eventos internacionais, incluindo as Olimpíadas, até 2022.
Em 9 de setembro de 2023, o Tribunal Arbitral do Esporte anulou mais de quatro anos dos resultados de Tatiana Kachírina devido à dopagem bioquímica, desclassificando todos os resultados competitivos obtidos por ela entre 1º de abril de 2013 e 19 de junho de 2017, com todas as consequências decorrentes, incluindo a perda de quaisquer títulos, prêmios, medalhas, pontos e valores oriundos de participações internacionais. Isso inclui a destituição de três títulos mundiais, três títulos europeus e dos recordes mundiais que ela estabeleceu nesse período. Ela também foi suspensa por um período de oito anos, a partir de agosto de 2023.

## Quadro de resultados
Principais resultados de Tatiana Kachírina:
      No quadro abaixo, destacam-se em cor rosa os resultados dos quais ela foi desqualificada retroativamente.
| Ano                       | Lugar                                                       | Categoria       | Marca (kg) / pos. | Marca (kg) / pos. | Marca (kg) / pos. | Ref.            |
| Ano                       | Lugar                                                       | Categoria       | Arranque          | Arremesso         | Total             | Ref.            |
| Jogos Olímpicos           | Jogos Olímpicos                                             | Jogos Olímpicos | Jogos Olímpicos   | Jogos Olímpicos   | Jogos Olímpicos   | Jogos Olímpicos |
| ------------------------- | ----------------------------------------------------------- | --------------- | ----------------- | ----------------- | ----------------- | --------------- |
| 2012                      | Londres, Inglaterra                                         | +75 kg          | 151 / 1           | 181 / 2           | 332 /             | [ 11 ]          |
| Campeonato Mundial        |                                                             |                 |                   |                   |                   |                 |
| 2009                      | Goyang, Coreia do Sul                                       | +75 kg          | 138 /             | 165 /             | 303 /             | [ 6 ]           |
| 2010                      | Antália, Turquia                                            | +75 kg          | 145 /             | 170 /             | 315 /             | [ 7 ]           |
| 2011                      | Paris, França                                               | +75 kg          | 147 /             | 175 /             | 322 /             | [ 9 ]           |
| 2013                      | Breslávia, Polônia                                          | +75 kg          | 142 /             | 190 /             | 332 /             | [ 13 ]          |
| 2014                      | Almati, Cazaquistão                                         | +75 kg          | 155 /             | 193 /             | 348 /             | [ 16 ]          |
| 2015                      | Houston, Estados Unidos                                     | +75 kg          | 148 /             | 185 /             | 333 /             | [ 17 ]          |
| 2018                      | Asgabate, Turquemenistão                                    | +87 kg          | 145 /             | 185 /             | 330 /             | [ 20 ]          |
| 2019                      | Pattaya, Tailândia                                          | +87 kg          | 140 /             | 178 /             | 318 /             | [ 22 ]          |
| Campeonato Europeu        |                                                             |                 |                   |                   |                   |                 |
| 2009                      | Bucareste, Romênia                                          | +75 kg          | 125 /             | 155 /             | 280 /             | [ 5 ]           |
| 2010                      | Minsk, Belarus                                              | +75 kg          | 135 /             | 162 /             | 297 /             |                 |
| 2011                      | Cazã, Rússia                                                | +75 kg          | 146 /             | 181 /             | 327 /             |                 |
| 2012                      | Antália, Turquia                                            | +75 kg          | 145 /             | 183 /             | 328 /             |                 |
| 2014                      | Tel Aviv, Israel                                            | +75 kg          | 143 /             | 180 /             | 323 /             |                 |
| 2015                      | Tiblíssi, Geórgia                                           | +75 kg          | 142 /             | 180 /             | 322 /             |                 |
| 2017                      | Split, Croácia                                              | +90 kg          | 137 /             | 180 /             | 317 /             |                 |
| 2019                      | Batumi, Geórgia                                             | +87 kg          | 146 /             | 185 /             | 331 /             | [ 21 ]          |
| Universíada               |                                                             |                 |                   |                   |                   |                 |
| 2013                      | Cazã, Rússia                                                | +75 kg          | 142 /             | 177 /             | 319 /             | [ 12 ]          |
| Campeonato Europeu sub-20 |                                                             |                 |                   |                   |                   |                 |
| 2006                      | Sófia, Bulgária                                             | –69 kg          | 097 /             | 117 /             | 214 /             |                 |
| 2008                      | Durrës, Albânia                                             | +69 kg          | 120 /             | 150 /             | 270 /             |                 |
| Campeonato Europeu sub-17 |                                                             |                 |                   |                   |                   |                 |
| 2005                      | Sófia, Bulgária                                             | –58 kg          | 078 /             | 096 /             | 174 /             |                 |
| Outras                    |                                                             |                 |                   |                   |                   |                 |
| 2011                      | Belgorod, Rússia President's Cup                            | +75 kg          | 148 /             | 175 /             | 323 /             | [ 10 ]          |
| 2012                      | São Petersburgo, Rússia President's Cup                     | +75 kg          | 125 /             | 155 /             | 280 /             |                 |
| 2013                      | Moscou, Rússia President's Cup                              | +75 kg          | 148 /             | 186 /             | 334 /             | [ 14 ]          |
| 2015                      | Columbus, Estados Unidos Arnold Weightlifting Championships | +75 kg          | 135 /             | 175 /             | 310 /             | [ 28 ]          |
| 2019                      | Fucheu, China World Cup                                     | +87 kg          | 145 /             | 178 /             | 323 /             |                 |
| 2019                      | Tóquio, Japão Olympics Test Event                           | +87 kg          | 140 /             | 182 /             | 322 /             |                 |
| Jogos da CEI              |                                                             |                 |                   |                   |                   |                 |
| 2023                      | Hrodna, Belarus                                             | –87 kg          | 117 /             | 145 /             | 262 /             | [ 29 ] [ 30 ]   |
| Campeonato Russo          |                                                             |                 |                   |                   |                   |                 |
| 2009                      | Naltchik, Cabárdia-Balcária                                 | +75 kg          | 130 /             | 160 /             | 290 /             | [ 31 ]          |
| 2010                      | Kursk, oblast de Kursk                                      | +75 kg          | 125 /             | 160 /             | 285 /             | [ 32 ]          |
| 2011                      | Penza, oblast de Penza                                      | +75 kg          | 133 /             | 170 /             | 303 /             | [ 33 ]          |
| 2017                      | Tcheboksári, Chuváchia                                      | +75 kg          | 130 /             | 165 /             | 295 /             | [ 34 ]          |
| 2018                      | Rostov do Don, oblast de Rostov                             | +90 kg          | 144 /             | 180 /             | 324 /             | [ 35 ]          |
| 2020                      | Grózni, Tchetchênia                                         | +87 kg          | 135 /             | 170 /             | 305 /             | [ 36 ]          |
| 2023                      | Novo Urengói [ru], Iamália-Nenétsia                         | –87 kg          | 120 /             | 145 /             | 265 /             | [ 37 ]          |
| Outras                    |                                                             |                 |                   |                   |                   |                 |
| 2011                      | São Petersburgo Copa da Rússia                              | +75 kg          | 135 /             | 165 /             | 300 /             | [ 38 ]          |
| 2016                      | Moscou, oblast de Moscou Grand Prix Heraklion               | aberto          | 143 /             | 180 /             | 323 /             | [ 39 ]          |
| 2017                      | Zelenodolsk, Tartaristão Copa da Rússia                     | +75 kg          | 135 /             | 175 /             | 310 /             | [ 40 ]          |
| 2018                      | Sótchi, krai de Krasnodar Copa da Rússia                    | +75 kg          | 145 /             | 178 /             | 323 /             | [ 41 ]          |
| 2018                      | Grózni, Tchetchênia Herói da Rússia A.A. Kadyrov            | +90 kg          | 147 /             | 183 /             | 330 /             | [ 42 ]          |
| 2020                      | São Petersburgo Copa da Rússia                              | +87 kg          | 130 /             | 160 /             | 290 /             | [ 43 ]          |
| 2023                      | Grózni, Tchetchênia Copa da Rússia                          | –87 kg          | 125 /             | 150 /             | 275 /             | [ 44 ]          |